# 蔡桐昌
蔡桐昌（?—?），廣西省鬱林直隸州博白縣人，清朝政治人物。
光緒二十三年（1897年）丁酉科廣西鄉試第一名舉人（解元）。光緒二十四年（1898年），参加光緒戊戌科殿試，登進士二甲35名。同年五月，以主事分部学习。

### 書目
- （清）法式善等，《清秘述聞三種》，中華書局，清代史料筆記叢刊，ISBN：ISBN 7101017428。
- 《大清德宗同天崇运大中至正经文纬武仁孝睿智端俭宽勤景皇帝实录》